# Chiesa della Santissima Trinità (Brindisi)
La chiesa della Santissima Trinità o di Santa Lucia è una chiesa sita nel centro storico di Brindisi. In essa fu costituita una delle più antiche parrocchie di Brindisi e come tale funziona ancora oggi,

## Storia
In origine vi era annesso un monastero femminile di monache penitenti, dette "bianche" dal colore del loro abito, appartenenti all'Ordine di Santa Maria di Valleverde provenienti da Acri, di cui si ha notizia in un documento del 1248.
L'insediamento fu realizzato probabilmente al tempo di Federico II; la chiesa venne poi modificata fra XV e XVI secolo con la realizzazione degli archi che dividono le tre navate e con l'aggiunta di altari laterali. Del complesso claustrale non si hanno più tracce.

## Descrizione della chiesa
La chiesa presenta all'esterno una facciata a capanna.
All'interno un tempo era completamente affrescata e conserva ancora oggi interessanti resti di pitture murali risalenti al XIII e al XIV secolo, tra le quali un interessante San Pietro martire e storie della sua vita e diversi santi olosomi (molti di essi sono scarsamente riconoscibili a causa delle martellinature dell'intonaco). Agli altari alcuni dipinti notevoli: la tela Il martirio di santa Lucia di Giovanni Scatigno (1770) e il polittico della Madonna del Dolce Canto (recentemente restaurato) del XVI secolo. 
La cripta, risalente agli inizi del XIII secolo, divisa in tre navate su quattro colonne con bellissimi capitelli corinzi, anch'essa presenta molti affreschi: un San Nicola, un San Biagio, una Maddalena mirrofora, un San Pietro Apostolo e una Vergine Kyriotissa che denuncia influenze orientali.